# Załuski (województwo warmińsko-mazurskie)
Załuski (niem. Salusken, w latach 1938–1945 Kniprode) – osada w Polsce położona w województwie warmińsko-mazurskim, w powiecie nidzickim, w gminie Nidzica.
W latach 1975–1998 miejscowość należała administracyjnie do województwa olsztyńskiego.
Od września 2024 osadzie stacjonuje 16 Nidzicka Brygada Zmotoryzowana.